# Vương Khải (Đông Hán)
Vương Khải (chữ Hán: 王楷; phiên âm: Wáng Kǎi; ? - ?) là một mưu sĩ dưới trướng quân phiệt Lã Bố vào cuối thời Đông Hán trong lịch sử Trung Quốc.

## Cuộc đời
Năm 194, Vương Khải làm tòng sự ở Trần Lưu dưới quyền Trương Mạc. Do bất bình với chủ Duyện châu là Tào Tháo, Trần Cung và Trương Mạc đã hợp tác với Hứa Dĩ, Vương Khải chống lại Tào Tháo, đưa Lã Bố về làm thủ lĩnh, cùng nhau khởi sự. Dĩ và Khải làm thuộc hạ cho Lã Bố. Tuy nhiên, Lã Bố giao chiến với Tào Tháo tại Duyện châu thì bại trận, bèn bỏ chạy về Từ châu với Lưu Bị. Vương Khải cũng theo đến Từ châu.
Năm 195, Lã Bố phản Lưu Bị, bất ngờ đánh chiếm Từ châu. Lưu Bị phải nhường Từ châu cho Lã Bố và chạy ra Tiểu Bái đóng quân. Lã Bố xưng làm Từ châu mục, giao cho Hứa Dĩ và Vương Khải làm mưu sĩ trung lang tướng.
Năm 199, Tào Tháo kéo quân đến đánh Từ châu. Lã Bố đại bại và bị bao vây ở Hạ Bì. Bố sai Hứa Dĩ và Vương Khải đến cầu cứu Viên Thuật, Thuật đòi Bố phải mang con gái tới thì mới đi cứu. Nhưng quân Tào thế lớn vây chặt Hạ Bì, Lã Bố không đưa con đi được, cuối cùng viện binh không đến. Sau đó, Tào Tháo đánh vỡ thành Hạ Bì, Lã Bố và Trần Cung cùng bị chém đầu. Hứa Dĩ chạy đi theo Lưu Biểu còn Vương Khải không rõ về số phận.

## Trong văn hóa
Vương Khải chỉ xuất hiện một lần vào hồi 19 trong Tam Quốc diễn nghĩa. Trong khi bị vây ở Hạ Bì, Hứa Dĩ và Vương Khải xin đi Hoài Nam cầu cứu Viên Thuật, được Lã Bố cử Hác Manh đi theo bảo vệ. Trên đường về, Dĩ và Khải đi trước thì thoát, còn Hác Manh bị Trương Phi bắt và bị Tào Tháo xử chém.